# Radby (Fraugde Sogn)
Radby var en lille bebyggelse der lå mellem Fraugde og Birkum Mose. Selve bebyggelse bestod at en række huse og husmandssteder der lå langs Radbyvej.
I dag er næsten alle bygninger revet ned da området er blevet assimileret af de nye boligområder i Østparken.
|  | Denne artikel om lokaliteten Radby (Fraugde Sogn) kan blive bedre, hvis der indsættes et (bedre) billede. Du kan hjælpe ved at afsøge Wikimedia Commons for et passende billede eller lægge et op på Wikimedia Commons med en af de tilladte licenser og indsætte det i artiklen. |

|  | Denne artikel kan blive bedre, hvis der indsættes geografiske koordinater Denne artikel omhandler et emne, som har en geografisk lokation. Du kan hjælpe ved at indsætte koordinater i wikidata. |